# Wabush
Wabush est une petite ville située à l'ouest du Labrador dans la province canadienne de Terre-Neuve-et-Labrador près de la frontière québécoise.
Le recensement de 2016 y dénombre 1 906 habitants.
La ville voisine est Labrador City, une ville plus grande avec 7 220 habitants en 2016. Ces deux « villes jumelles » se font appeler collectivement Labrador-Ouest.

## Devise
Wabush a été fondé en 1967 et sa devise est Terra Progredimur ou, en anglais, From the Earth We Prosper (De la terre nous prospérons).

## Économie
L'aéroport de Wabush est le seul de l'ouest du Labrador, desservi par quatre lignes aériennes commerciales : Jazz Air, Air Labrador, Provincial Airlines et Pascan Aviation.

## Évêché
- Diocèse de Labrador City-Schefferville.
- Basilique Notre-Dame-du-Perpétuel-Secours de Labrador City.